# Lyndon Rush
Lyndon Rush (Humboldt, 24 novembre 1980) è un bobbista canadese.

## Biografia
Compete dal 2006. Fa il suo esordio in Coppa del Mondo il 20 gennaio 2007 e vince la classifica finale di bob a due nella stagione 2012/13.
Ai XXI Giochi olimpici invernali (edizione disputatasi nel 2010 a Vancouver, Canada) vinse la medaglia di bronzo nel Bob a 4 con i connazionali David Bissett, Lascelles Brown e Chris le Bihan partecipando per la nazionale canadese, venendo superati da quella tedesca e statunitense a cui andò la medaglia d'oro.
Il tempo totalizzato fu di 3'24.85, mentre le altre due squadre totalizzarono dei tempo di 3'24.84 e 3'24.46.
Ha inoltre vinto due medaglie d'argento e due di bronzo ai campionati mondiali.

## Palmarès

### Olimpiadi
- 1 medaglia:
  - 1 bronzo (bob a quattro a Vancouver 2010)

### Mondiali
- 4 medaglie:
  - 2 argenti (squadre miste ad Altenberg 2008; bob a due a Lake Placid 2012);
  - 2 bronzi (squadre miste a Königssee 2011; squadre miste a St. Moritz 2013).

### Coppa del Mondo
- 1 trofeo assoluto nella specialità Bob a due maschile (stagione 2012-13).
- Miglior piazzamento in classifica generale nel Bob a quattro maschile: 6° nella stagione 2010-11.
- Miglior piazzamento in classifica generale nella Combinata maschile: 4° nella stagione 2010-11 e 2012-13.
- 21 podi (9 nel bob a due, 7 nel bob a quattro, 5 a squadre):
  - 7 vittorie (4 nel bob a due, 1 nel bob a quattro, 2 a squadre);
  - 4 secondi posti (3 nel bob a due, 1 a squadre);
  - 10 terzi posti (2 nel bob a due, 6 nel bob a quattro, 2 a squadre).

#### Coppa del Mondo - vittorie
| Data             | Luogo      | Paese       | Disciplina                                                                                            |
| ---------------- | ---------- | ----------- | --- |
| 15 novembre 2009 | Park City  | Stati Uniti | a quattro con Chris Le Bihan, Dan Humphries e Lascelles Brown                                         |
| 16 gennaio 2010  | St. Moritz | Svizzera    | a due con Lascelles Brown                                                                             |
| 15 gennaio 2011  | Igls       | Austria     | a squadre con Cody Sorensen, John Fairbairn, Helen Upperton, Diane Kelly e Darla Deschamps-Montgomery |
| 4 febbraio 2012  | Whistler   | Canada      | a due con Jesse Lumsden                                                                               |
| 8 dicembre 2012  | Winterberg | Germania    | a squadre con Neville Wright, Eric Neilson, Kaillie Humphries, Chelsea Valois e Cassie Hawrysh        |
| 15 dicembre 2010 | La Plagne  | Francia     | a due con Jesse Lumsden                                                                               |
| 12 gennaio 2013  | Königssee  | Germania    | a due con Jesse Lumsden                                                                               |